# Superespécie
Superespécie é definido como um grupo de pelo ou menos duas espécies alopátricas, morfologicamente semelhantes, mas distintas o suficiente para que não sejam consideradas como uma única espécie. O conceito foi proposto por Ernst Mayr e B. Rensch. Este conceito está relacionado com o do complexo de espécies crípticas, mas nem todos os complexo de espécies crípticas constituem uma superespécie, e vice versa, mas muitos a são. As superespécies formadas por apenas duas espécies irmãs são chamadas de species pair.
Alguns exemplos de superespécies: Phylloscopus collybita, Camponotus cylindricus, Drosophila paulistorum, que constitui seis semiespécies alopátricas, embora haja áreas de sobreposição simpátrica.